# Crawford H. Greenewalt
Crawford Hallock Greenewalt, Sr. (* 16. August 1902 in Cummington, Maine; † 27. September 1993 in Stanton, Delaware) war ein US-amerikanischer Chemiker, Industriemanager (DuPont), Tierfotograf und Hobby-Ornithologe.
Greenewalt erwarb 1922 am Massachusetts Institute of Technology (MIT) einen Bachelor in Chemieingenieurwesen und arbeitete ab demselben Jahr für DuPont. Hier machte er sich um die Synthese von Ammonium unter Hochdruckbedingungen verdient. In den 1930er Jahren leitete er das Nylon-Projekt von DuPont. Im Zweiten Weltkrieg diente er als Verbindungsingenieur von DuPont zum Manhattan-Projekt. So war er Zeuge der ersten kontrollierten Kernspaltung 1942 an der Universität Chicago. Auch nach dem Krieg war er für das Atomprogramm von DuPont verantwortlich.
Von 1948 bis 1962 war Greenewalt Vorstand und von 1962 bis 1967 Vorsitzender des Chemiegiganten. 1988 ging er in den Ruhestand. Er galt als wichtige Figur im Spannungsfeld der US-amerikanischen Geschäftswelt und Wissenschaft in der Ära des Kalten Kriegs. Unter anderem war er Präsident der American Philosophical Society und gehörte er ab 1951 zum Aufsichtsrat des Massachusetts Institute of Technology.
Greenewalt war ein passionierter Hobby-Ornithologe und Tierfotograf. Gemeinsam mit Harold E. Edgerton und mehreren DuPont-Ingenieuren entwickelte er einen Apparat zur Hochgeschwindigkeitsfotografie. Mit seinen ultraschnellen Aufnahmen des Kolibri-Flugs konnte er wesentlich zu dessen Erforschung und zum Vogelflug im Allgemeinen beitragen.
Crawfor Greenewalt erhielt zahlreiche Auszeichnungen. 1951 wurde er zum Mitglied der American Academy of Arts and Sciences gewählt, 1952 zum Mitglied der National Academy of Sciences, 1954 der American Philosophical Society und 1962 der American Ornithologists’ Union. 1952 erhielt er die Chemical Industry Medal der Society of Chemical Industry, 1959 die American Institute of Chemists Gold Medal, 1962 die Society Medal and Lecture der Society of Chemical Industry und die John Fritz Medal der American Association of Engineering Societies und 1990 die Benjamin Franklin Medal for Distinguished Achievement in the Humanities or Sciences der American Philosophical Society. 1961 wurde eine Unterart des Samtbauchkolibri, der Lafresnaya lafresnayi greenewalti, nach ihm benannt. Greenewalt erhielt mehr als 20 Ehrendoktorate.
Greenewalt war seit 1926 mit Margaretta Lamot du Pont († 1991) verheiratet. Das Paar hatte drei Kinder. Ein Sohn, Crawford H. Greenewalt, Jr. (1937–2012), war Archäologe und Professor an der University of California, Berkeley. Crawford H. Greenewalt starb in seinem 91. Lebensjahr an den Folgen eines Schlaganfalls.
Nach ihm ist der Asteroid (187638) Greenewalt benannt.

## Schriften
- The uncommon Man, 1959
  - Deutsche Übersetzung: Um die Zukunft der Industrie, Econ 1960
- Hummingbirds, 1960
- Dimensional relationships for flying animals, 1962
- Bird Song: Acoustics and Physiology, 1968